# Casa al carrer Raval del Remei, 17 (Caldes de Montbui)
La Casa al carrer Raval del Remei, 17 és una casa unifamiliar modernista de Caldes de Montbui (Vallès Oriental) protegida com a bé cultural d'interès local.

## Descripció
Es tracta d'una construcció bastant estreta, entre mitgeres, d'una alçada de planta baixa i dos pisos. L'edifici té una estructura de parets de càrrega, amb els forjats unidireccionals de biguetes. La coberta és inclinada, formada per teules àrabs i amagada per la cornisa i els medallons d'inspiració modernista que fan de remat a l'edifici. A la façana hi ha un clar ordre en la disposició i en el tipus de forats. Es compon mitjançant un eix vertical que ordena els diferents forats, encara que la planta baixa no respecta aquesta ordenació. Hi ha una clara component vertical, encara que l'horitzontalitat també queda marcada en cada pis per una sèrie de cornises i el remat de la façana. Els forats disminueixen segons l'alçada. L'acabat de la façana és un arrebossat. Cal destacar la barana de ferro forjat, els detalls ceràmics modernistes de la balconada i el remat de la coberta realitzats amb uns elements d'ornamentació de tipus modernista.

## Història
L'edifici possiblement és de principis d'aquest segle, degut a l'estil emprat (modernisme), però possiblement fos anterior amb una possible reforma de la façana, encara que aquesta ha sofert al llarg del temps algunes modificacions. L'edifici se situa al carrer Raval del Remei, fora de l'antiga ciutat emmurallada. La continuació del carrer de Vic fora de les muralles (camí de Vic) donà lloc al raval del Remei, ja documentat en el segle xvi. El carrer del Raval del Remei pren aquest nom definitiu al segle xix.
Les edificacions del Raval són anteriors al segle xx, encara que posteriorment s'han realitzat construccions i modificacions que han fet desmerèixer la imatge del conjunt. L'arquitectura és força homogènia, principalment amb la tipologia, que és d'habitatges unifamiliars entre mitgeres, bastant estretes, de planta baixa i dos pisos. Constitueix un espai amb unes característiques força homogènies.